# Believe (utwór muzyczny Dimy Biłana)
Believe – singel rosyjskiego wokalisty Dimy Biłana, napisany i nagrany w 2008, promujący album Protiw prawił.
Utwór wygrał w finale 53. Konkursu Piosenki Eurowizji.

## Historia utworu

### Produkcja
Autorem muzyki i tekstu jest Biłan oraz Jim Beanz (James Washington). Utwór nagrany został również w języku rosyjskim pt. „Wsio w twoich rukach” (ros. Всё в твоих руках) (Wsio w twoich rukach).

### Teledysk
Teledysk do „Believe”. został wyprodukowany w marcu 2008 roku. W klipie, oprócz Biłana, wystąpił łyżwiarz Jewgienij Pluszczenko, kompozytor Edvin Marton i producentka Biłana - Jana Rudkowska. Produkcją teledysku zajął się Paweł Chudiakow, a Eugenio Galli objął funkcję kamerzysty. Fabułą video-klipu jest pomoc siedmioletniemu dziecku choremu na białaczkę, który potrzebuje pieniędzy na kosztowną operację. W tym celu wokalista wraz ze swoją ekipą organizuje charytatywny koncert i ostatecznie udaje mu się pokryć koszty leczenia.

### Konkurs Piosenki Eurowizji 2008
20 maja 2008 roku Biłan wykonał utwór w pierwszym półfinale 53. Konkursu Piosenki Eurowizji i zajął wówczas trzecie miejsce. W sobotnim finale wystąpił jako przedostatni, 24. reprezentant i wygrał festiwal z wynikiem 272 punktów.
Łyżwiarz figurowy, medalista olimpijski z 2002, 2006 i 2010 roku, trzykrotny Mistrz Świata, wielokrotni zwycięzca Mistrzostw Europy Jewgienij Pluszczenko towarzyszył Bilanowi podczas występu, jeżdżąc na specjalnie przygotowanym na scenie sztucznym lodzie. Skrzypek i kompozytor Edvin Marton w tym czasie grał na swoich skrzypcach. 

## Lista utworów

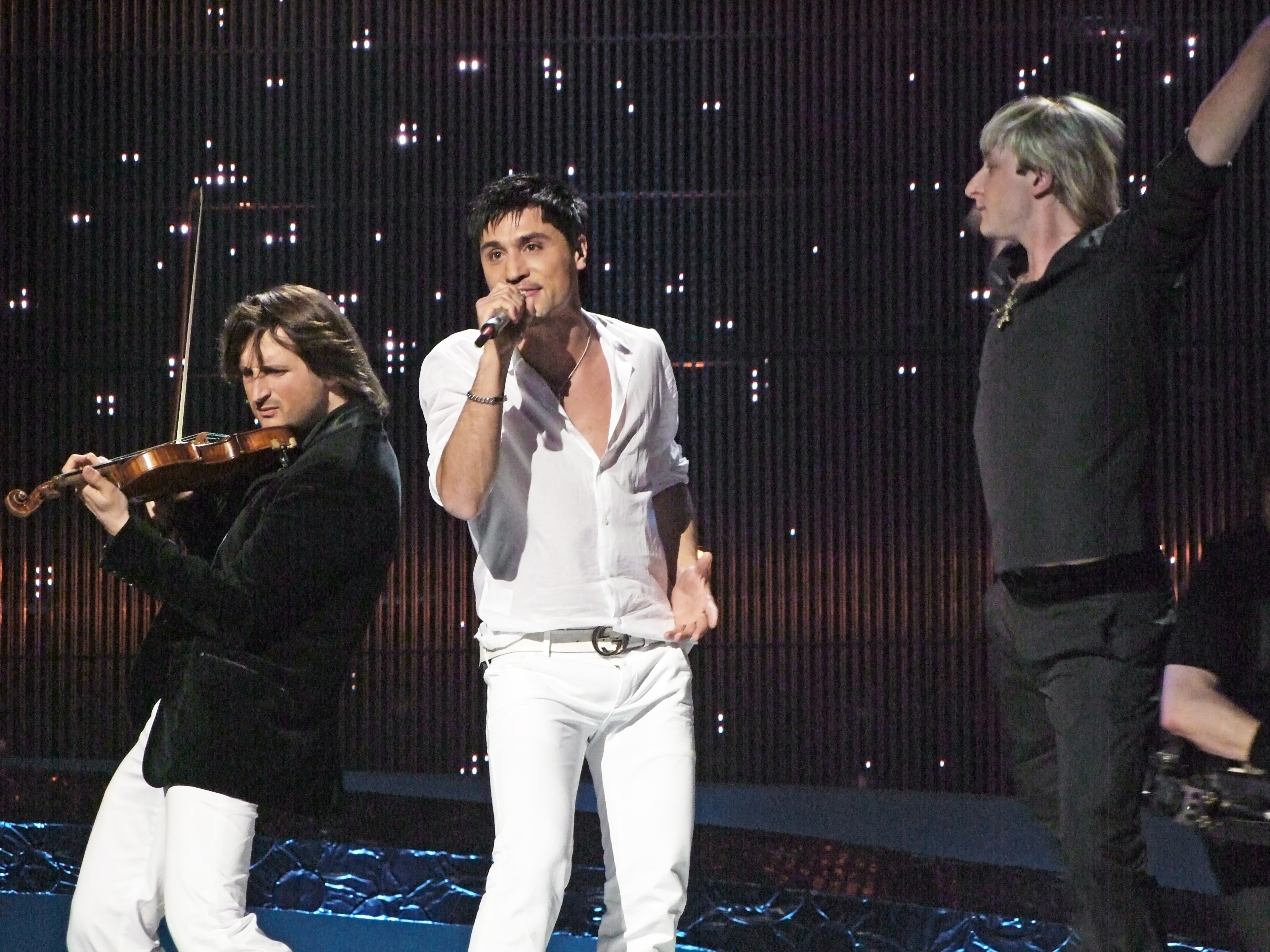
Dima Bilan, Jewgienij Pluszczenko i Edvin Marton podczas prób do pierwszego półfinału Konkursu Piosenki Eurowizji.

Russian Maxi-Single (26 maja 2008)
1. „Все в твоих руках” (Russian Version of "Believe") - 3:19
2. „Believe” (Ze skrzypcami) - 3:57
3. „Believe” (Bez skrzypiec) - 3:21
4. "Как раньше 2.0” - 3:21
5. „Все в твоих руках” (Karaoke) - 4:51
6. „Believe” (Ze skrzypcami, karaoke) - 3:04
7. „Как раньше 2.0” (Karaoke) - 4:51

Bonus
8. „Фотосессия”
9. „Believe”
10. „Биогргафия”
German Maxi-Single (6 czerwca 2008)
1. „Believe” (Eurovision Version) - 3:54
2. „Believe” (Radio Version) - 3:18
3. „Believe” (Russian Version) - 3:16
4. „Believe” (Video) - 4:03

Belgique CD-Single (7 lipca 2008)
1. „Believe” (Radio Version) - 3:17
2. „Believe” (Russian Version) - 3:17
3. „Believe” (Spanish Version) - 3:17
4. „Believe” (Video) - 4:03

Swedish Maxi-Single (16 lipca 2008)
1. „Believe” (Radio Version) - 3:05
2. „Believe” (Russian Version) - 3:16
3. „Believe” (Spanish Version) - 3:18

## Historia wydania
| Kraj      | Data          |
| --------- | ------------- |
| Rosja     | 26 maja 2008  |
| Niemcy    | 6 lipca 2008  |
| Belgia    | 7 lipca 2008  |
| Dania     | 16 lipca 2008 |
| Finlandia | 16 lipca 2008 |
| Norwegia  | 16 lipca 2008 |
| Szwecja   | 16 lipca 2008 |

## Notowania na liście przebojów
| Kraj              | Notowanie            | Najwyższa pozycja |
| ----------------- | -------------------- | ----------------- |
| Belgia (Flandria) | Ultratop 50 Flanders | 16                |
| Szwecja           | Singles Top 60       | 28                |
| Niemcy            | Top 100 Singles      | 52                |